# Лучше меньше, да лучше
«Лучше меньше, да лучше» — одна из последних работ В. И. Ленина, написанная 2 марта 1923 года; является продолжением статьи «Как нам реорганизовать Рабкрин». Впервые опубликована в газете «Правда» 4 марта 1923 года в № 49. Слова «лучше меньше, да лучше» впоследствии вошли в русский язык в качестве фразеологизма, означающего «хорошее качество важнее большого количества».

## Основные идеи
В статье сформулированы ленинские принципы подбора кадров для советских государственных учреждений:

…должностные лица… должны удовлетворять следующим условиям: во-первых, они должны быть рекомендованы несколькими коммунистами; во-вторых, они должны выдержать испытание на знание нашего госаппарата; в-третьих, они должны выдержать испытание на знание основ теории по вопросу о нашем госаппарате, на знание основ науки управления, делопроизводства и т. д.
В обзоре внешней политики В. И. Ленин отмечает, что активной антиимпериалистической силой стало национально-освободительное движение угнетённых народов колониальных и зависимых стран:

Исход борьбы зависит, в конечном счёте, от того, что Россия, Индия, Китай и т. п. составляют гигантское большинство населения. А именно это большинство населения и втягивается с необычайной быстротой в последние годы в борьбу за своё освобождение.
В статье поставлена задача индустриализации России и указаны методы её осуществления:

…Ценой величайшей и величайшей экономии хозяйства в нашем государстве добиться того, чтобы всякое малейшее сбережение сохранить для развития нашей крупной машинной индустрии, для развития электрификации, гидроторфа, для постройки Волховстроя и прочее. В этом и только в этом будет наша надежда.
Исходя из пожеланий Ленина, высказанных в статье, ЦК РКП(б) разработал тезисы о реорганизации и улучшении работы центральных партийных учреждений. Пленум ЦК, состоявшийся 21-24 февраля 1923 года принял с поправками тезисы и включил организационный вопрос особым пунктом повестки будущего XII съезда партии. Предусматривалось увеличение числа членов ЦК с 27 человек до 40. Вводилось присутствие членов Президиума ЦКК на пленумах ЦК и присутствие трёх постоянных представителей ЦКК из состава президиума последней на заседаниях Политбюро. В тезисах указывалось, что на обсуждение пленумов ЦК должны ставиться все коренные вопросы, а Политбюро должно подавать каждому пленуму отчёт о своей деятельности в истёкший период. XII съезд партии принял резолюцию по организационному вопросу и резолюцию «О задачах РКИ и ЦКК», расширил состав ЦК и ЦКК и создал объединённый орган ЦКК — РКИ.

## Оценки
Н. И. Бухарин считал, что в статье «Лучше меньше, да лучше» Ленин занимается тем, что «развивает свой план по двум направлениям, которые увязаны с директивой союза рабочих и крестьян и с директивой экономии». Он считает, что к этим планам относятся индустриализация и кооперирование населения. Бухарин отмечает, что поставив вопрос о том, что «нам нужно сохранить доверие крестьян, изгонять всё лишнее из наших общественных отношений, сократить госаппарат до минимума, накапливать постепенно» Ленин затем спрашивает: «не будет ли это царством крестьянской ограниченности?» и отвечает «Нет. Если мы сохраним за рабочим классом руководство над крестьянством, то мы получим возможность ценой величайшей и величайшей экономии хозяйства в нашем государстве добиться того, чтобы всякое малейшее сбережение сохранить для развития нашей крупной машинной индустрии, для развития электрификации, гидроторфа, для достройки Волховстроя и прочее. В этом и только в этом будет наша надежда».

Американский советолог Адам Улам считал, что в своей статье «Лучше меньше, да лучше» Ленин резче, чем в «Как нам реорганизовать Рабкрин», отзывается о состоянии дел в Рабкрин и косвенно пытается критиковать Сталина, который последним руководил этим органом власти: 
Давайте говорить откровенно, писал Ленин, что нет учреждения, которое работало бы хуже, чем Рабкрин. Он упорно продолжает бороться с бюрократизмом: надо учиться, находить толковых людей, отправлять их в Германию и Англию учиться у зарубежных специалистов и т. д. и т. п. Он безусловно заботился о будущем России. «Надо проникнуться спасительным недоверием к скоропалительно быстрому движению вперёд, ко всякому хвастовству и т. п. Надо задуматься над проверкой тех шагов вперёд, которые мы ежечасно провозглашаем, ежеминутно делаем, и потом ежесекундно доказываем их непрочность, несолидность и непонятность. Вреднее всего здесь было бы спешить.» Кто как не Генеральный секретарь, позволил этой неразберихе бюрократизму проникнуть не только в государственные учреждения, но даже в партию? В этом случае члены партии должны задать себе вопрос: может ли человек, не справившийся с руководством Рабкрина, руководить партией?

Русский публицист и писатель М. А. Алданов так оценивает статью Ленина: 
В самый день третьего удара он заканчивал диктовку статьи, которую неуклюже назвал «Лучше меньше, да лучше». Не от неё ли и случился удар? Это последняя написанная им статья. В ней сказано: «Надо вовремя взяться за ум. Надо проникнуться спасительным недоверием к скоропалительно быстрому движению вперед, ко всякому хвастовству и т. д. Надо задуматься над проверкой тех шагов вперед, которые мы ежечасно провозглашаем, ежеминутно делаем и потом ежесекундно доказываем их непрочность, несолидность и непонятость. Вреднее всего здесь было бы спешить. Вреднее всего было бы полагаться на то, что мы хоть что-нибудь знаем, или на то, что у нас есть сколько-нибудь значительное количество элементов для построения действительно нового аппарата, действительно заслуживающего названия социалистического, советского и т. п.»! Ему и раньше случалось призывать партию к самокритике, к борьбе с собственным хвастовством, к проверке собственных действий, к сомнению в «элементах», — под ними, верно, разумел людей. В той «речи», которую он произнёс на Четвёртом Конгрессе Коммунистического Интернационала, тоже были слова: «Надо учиться и учиться». Всё же так он отроду не говорил и не писал. Всё это — каждое слово — могли сказать и говорили меньшевики, социалисты-революционеры, либералы: именно «лучше меньше, да лучше». И как он, самоувереннейший из людей, мог высказать сомнение в том, «что мы хоть что-нибудь знаем»? Значит, и он не знал? И Карл Маркс не знал? Было ли это его настоящим завещанием, а не бумажка с оценкой качеств его помощников? Не было ли и других сомнений?
Кандидат филологических наук, доцент кафедры иностранных языков № 2 Сочинского государственного университета С. Э. Кегеян и доктор филологических наук, доктор педагогических наук, профессор и заведующая кафедрой русской филологии Сочинского государственного университета А. А. Ворожбитова отмечают, что «на уровне элокуции ленинского идеодискурса заметное место занимают такие „фольклорные“ средства языковой выразительности, как фразеологизмы и пословицы» в качестве примера которых они приводят из статьи «Лучше меньше, да лучше» следующие: «намотать себе хорошенечько на ус», «мёртвой буквой или модной фразой», «входила в плоть и кровь», «лавливали они рыбу в этой мутной воде», «запутался в трёх соснах», «надо вовремя взяться за ум».
Доктор филологических наук, профессор кафедры методики преподавания русского языка и литературы А. П. Романенко обращает внимание на то, что Ленин в свой статье «размышляет о РКИ — контролирующем органе, призванном бороться с аппаратным бюрократизмом». Романенко отмечает, что «для этой организации, по мысли Ленина, нужны особые кадры», которые первый, в собственной терминологии, определяет как ОР1 (оратор первого типа), и они должны культивироваться, чтобы вытеснить бюрократов с помощью Р1 (риторов первого типа). Романенко также указывает на то, что «при этом Ленин противопоставляет Р1 и Р2: „Например, более всего было бы нежелательным, если бы новый наркомат был составлен по одному шаблону, допустим, из типа людей характера чиновников, или с исключением людей характера агитаторов, или с исключением людей, отличительным свойством которых является общительность или способность проникать в круги, не особенно обычные для такого рода работников, и т. д.“»
Ленин в своей статье ищет новые принципы и механизмы советского государственного строительства на основе опоры на массы, борьбы с бюрократией, изучения передового опыта управления в зарубежных странах, всенародного контроля за действием всех институтов власти, включая её высшие эшелоны